# Sariegos
Sariegos è un comune spagnolo di 3 011 abitanti situato nella comunità autonoma di Castiglia e León.